# Impericon
Impericon est une société allemande spécialisée dans la vente d'articles de merchandising. Les disques et les vêtements streetwear viennent essentiellement de groupes des scènes punk hardcore et metalcore. De plus, Impericon vend des billets de concert. Les ventes se font par catalogue ou par Internet.
En raison d'un différend juridique, l'entreprise fondée sous le nom de Imperial Clothing prend en 2011 le nouveau nom d'Impericon,,, l'abréviation d'Imperial Conspiracy.

## Histoire

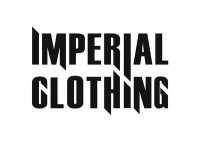
Ancien logo (jusqu'en mai 2011).

Imperial Clothing est fondée en 2004. En 2008, son site web a 28 000 comptes de clients en Suisse, en Autriche et en Allemagne. Impericon vend des produits dans le monde entier ; le site Internet propose des pages spéciales pour la France, l'Espagne, l'Autriche, la Suisse, les Pays-Bas et le Royaume-Uni. Impericon possède également sa propre webradio.
Une société italienne homonyme l'accuse de lui voler le nom d'Imperial Clothing. Les deux parties conviennent d'un accord fin 2010. Le 7 mai 2011, la société allemande dévoile son nouveau nom choisi après un vote de quatre semaines auquel ont participé des groupes amis de l'entreprise. Une installation aux États-Unis ou la continuité du procès aurait mis l'entreprise dans des difficultés financières. De plus, il s'agit de se distinguer des nombreuses autres marques de vêtement utilisant de le nom d'« Imperial ».

## Partenariats et festivals
Impericon est le partenaire des groupes Heaven Shall Burn, The Black Dahlia Murder, Caliban, Parkway Drive. Depuis 2011, Impericon travaille avec le festival With Full Force ; la scène Hardbowl prend le nom d'Impericon Hardbowl. La société est l'un des sponsors de la tournée européenne en 2012 du groupe australien Parkway Drive, où jouent aussi en première partie Confession (en), The Ghost Inside, Miss May I.
Elle entretient une coopération avec l'association de défense des droits des animaux PETA 2, dont les membres viennent de la scène punk hardcore. L'entreprise est le sponsor du Impericon Never Say Die! Tour et le fondateur de Impericon Festival. Les autres sponsors sont Metal Hammer, Converse et FUZE Magazine.

### Never Say Die! Tour
L'Impericon Never Say Die! Tour est une tournée de concerts créée en 2007, allant dans toute l'Europe. Elle reprend le concept du Vans Warped Tour. Les groupes qui y ont participé sont : Despised Icon, Protest the Hero, Emmure, Whitechapel, Carnifex, Suicide Silence, The Ghost Inside, The Word Alive et Madball. En 2011, la tournée comprend des concerts en Allemagne, en Autriche, au Luxembourg et en Suisse.

### Impericon Festival
L'Impericon Festival est fondé en 2011. La première édition a lieu à Leipzig, au Werk II (de), puis, depuis l'année suivante, sur l'espace de l'Agra à Markkleeberg. Le 7 mai 2011, il accueille Caliban, Asking Alexandria, Maroon (de), We Came as Romans, Miss May I, As Blood Runs Black, For Today, This or the Apocalypse, Adept, Myra et The Word Alive. En 2012, on retrouve Parkway Drive, Caliban, The Ghost Inside, Your Demise, We Butter the Bread with Butter, Miss May I, While She Sleeps, Set Your Goals, Born from Pain, Confession, Eskimo Callboy et Nasty. (His Statue Falls annule sa participation).
En 2013, le festival se fait à Leipzig et une autre version est donnée à Vienne. Heaven Shall Burn est la tête d'affiche des deux événements. On voit à Leipzig Emmure, First Blood, Hundreth, Buried in Verona, Chelsea Grin, Obey the Brave, Stick to Your Guns, The Sorrow, Brutality Will Prevail et Attila tandis qu'on voit à Vienne, Callejon, August Burns Red, Architects, Adept, Breakdown of Sanity.

### Progression Tour
Au printemps 2012, le festival européen est sponsorisé par Impericon. La tournée inaugurale réunit Heaven Shall Burn, Neaera, Unearth et Rise to Remain. Les concerts ont lieu en France, Italie, Pologne, Autriche, Suisse (chacun un concert) et en Allemagne (7 concerts). En 2013, Callejon est la tête d'affiche. Architects, Breakdown of Sanity, Adept et August Burns Red font aussi les sept concerts à Wurtzbourg, Bochum, Herford, Leipzig, Stuttgart, Munich et Vienne.

### Rock Sound Impericon Exposure Tour
Le magazine britannique Rock Sound et Impericon organisent ensemble un festival itinérant au Royaume-Uni et en Europe. En 2012, Your Demise, Man Overboard et Trapped Under Ice y participent. En 2013, il présente The Ghost Inside, Stray from the Path et Landscapes.

### IG Alte Messe
Impericon est membre de l'IG Alte Messe, fondée en 2003, dont font également partie le Mitteldeutscher Rundfunk (MDR), l'Institut Max-Planck d'anthropologie évolutionnaire, ainsi que le théâtre Titanick et l'Université de Leipzig, dont le centre de recherche en biotechnologie est le 29e. Cette dernière est représentée par le centre de médecine biotechnique,. Lors de la journée portes ouvertes qui s'est déroulée le 24 septembre 2010, Impericon était l'organisateur de l'Aftershow-Party.

## Impericon Records
Le label discographique Impericon Records est fondé en 2014. On retrouve parmi les groupes Being as an Ocean, Capsize, Walking Dead on Broadway et Devil in Me.
Réception et signification

## Accueil
Dans un numéro spécial de l'édition de décembre 2011 du Metal Hammer, Björn Springorum décrit Impericon comme « un géant du merchandising, un faiseur d'opinion stylistique et le plus grand fournisseur de toute une génération ». Dans ce numéro spécial intitulé Extreme Aggression - Der neue Krach : Metalcore, Deathcore und weiter, on trouve également une interview de Martin Böttcher, l'un des deux fondateurs d'Impericon, sur la scène. Le magazine musical britannique Rock Sound qualifie Impericon d'« une des marques de style de vie rock les plus excitantes au monde ».
Le litige sur le droit d'appellation avec une entreprise italienne a également fait les gros titres de la presse nationale spécialisée. Ainsi, le SLAM Alternative Music Magazine et le FUZE Magazine se sont penchés sur la procédure,. Le 2 juillet 2010, un article est paru dans le Bild, dans lequel Impericon était également mentionné.
Les médias en ligne germanophones, mais aussi le magazine britannique Rock Sound, ont montré un plus grand intérêt pour le changement de nom. Ainsi, Heartbeat Media, pitcam.tv, Harte Musik et l'Ox-Fanzine ont rapporté le changement de nom d'Impericon.